# Worldland
Worldland es un festival de música electrónica organizado y celebrado en la ciudad Bremen (Alemania). Está organizado por una empresa de música electrónica llamada Entertainment music festival. La primera edición del festival se festejó el 16 de julio de 2010 y los primeros artistas en participar fueron David Guetta, Nicky Romero, Deadmau5, Steve Aoki, Sidney Samson, Carl Cox, Tiesto, Nervo y muchos más productores. El festival normalmente dura 1 una semana y tres días. También se calcula para cada festival la participación de 85 nacionalidades distintas y más de 653.000 asistentes. Otra de las características es que este festival ha igualado al festival Tomorrowland como ha declarado la revista DJMag.
El evento más reciente tuvo lugar el 1 y el 11 de agosto de 2014, donde actuaron Afrojack, Armin van Buuner, Dimitri Vegas & Like Mike, W&W, Martin Garrix, Hardwell, Nicky Romero, David Guetta, Tiesto, Sander Van Doorn, DVBBS, Skrash, Deorro, R3hab, Showtek, Oliver Heldens, Madeon, Dillon Francis, Porter Robinson, Borgore, What So Not, Milo & Otis, Nadastrom, Steve Aoki, Tommy Trash, Zomboy, Skrillex, Diplo, Explo, Must Die, Jay Hardway, Knife Party, Will Sparks, Laidback Luke, Firebeatz, Deadmau5, Zedd, Kill the Noise, Alvin Risk, entre otros más productores.

## Historia
Desde la creación de este gran festival en el año 2010 este evento se celebra cada verano con las principales actuaciones de Armin Van Buuner, Hardwell, Deadmau5, Skrillex, David Guetta. También cuenta con la actuaciones estelares de Paun Van Dilk quien toca casi una hora y media en el backstage del festival. 
En 2010 estuvieron presentes: David Guetta, Nicky Romero, Deadmau5, Hardwell, Paun Van Dilk, Carl Cox, Nervo, Sidney Samsom, entre otros. Esta edición duró solo tres días
En 2011 tuvo la participación de 321.00 personas, con más de 100 djs actuando, y con 200 escenarios entre los días 15 y 22 de agosto. Por primera vez el festival duraba cinco días.
En 2012, para la tercera edición del festival, Entertainment Music Festival abrió muchos más escenarios. Se presentó un escenario llamado "Trap Festival" donde RL Grime, DJ Fresh, The Insurgents, DJ Snake, Party Favor, Bro Safari y muchos más productores se presentaron por primera vez en el festival. También en el festival participaba por primera vez Skrillex quien toco casi una hora en el escenario principal. Worldland 2012 tuvo lugar entre el viernes 21 de agosto y el lunes 1 de septiembre. El número de gente superó los 410.000. En este año el festival se empezaba a conocer mucho más por la concurrencia de muchos DJS famosos. Por primera vez el festival duraba una semana y tres días.
En 2013 Martin Garrix, Hardwell, y David Guetta rompieron todos los records del festival y fueron responsables de hacer bailar a más de 500.000 personas en una semana de pura música y alegría. Worldland había agotado entradas antes de un mes. Esta edición volvió a romper un nuevo récord, por primera vez asistían 500.000 personas durante 1 semana entera. En este año subieron al escenario varios ídolos como: Nervo, Krewella, Diplo, Don Diablo, Deorro, Avicii, Afrojack, R3hab, Calvin Harris, Borgore, Dimitri Vegas & Like Mike, Armin van Buuner etc. El tema "Don't stop the madness" de Hardwell con W&W
- Datos: Q25401290